# علي بن محمد بن عبد المعين
علي بن محمد بن عبد المعين بن عون (1833- 1870) تولى أمارة الحجاز بالوكالة من عام 1274هـ إلى أن توفي عام 1275هـ، ولم يدم حكمة أكثر من عام. تولى شرافة مكة بعد وفاة والده الشريف محمد بن عبد المعين.
كان عضوًا في المجلس الأعلى في الأستانة، ثم منح رتبة وزير وعين في في مجلس شورى الدولة.

## نسبه
يعود نسب الشريف علي بن محمد إلى «الحسن بن علي بن أبي طالب» حفيد النبي محمد من ابنته فاطمة الزهراء.
فنسبه هو علي بن محمد بن عبد المعين بن عون بن محسن بن عبد الله بن الحسين بن عبد الله بن الحسن بن محمد أبو نمي الثاني بن بركات الثاني بن محمد الأول بن بركات الأول بن الحسن بن عجلان بن رميثة بن محمد أبو نمي الأول بن أبو سعد الحسن بن علي الأكبر بن قتادة بن إدريس بن مطاعن بن عبد الكريم بن عيسى بن الحسين بن سليمان بن علي بن عبد الله الأكبر بن محمد الثائر بن موسى الثاني بن عبد الله الشيخ الصالح بن موسى الجون بن عبد الله المحض بن الحسن المثنى بن الحسن بن علي بن أبي طالب الهاشمي القرشي.

## حياته الخاصة

### أبناءه
أنجب الشريف علي بن محمد ابنين ذكور وأربعة من الإناث، أما أبناءه الذكور فهم:
- الشريف الحسين بن علي.
- الشريف ناصر بن علي

### أخوته
- عبد الله بن محمد بن عبد المعين.[10]
- الحسين بن محمد بن عبد المعين
- عون بن محمد بن عبد المعين
- سلطان بن محمد بن عبد المعين
- عبدالإله بن محمد بن عبد المعين

| المناصب السياسية               | المناصب السياسية             | المناصب السياسية                    |
| ------------------------------ | ---------------------------- | ----------------------------------- |
| سبقه محمد بن عبد المعين بن عون | أمراء الحجاز 1274هـ - 1275هـ | تبعه عبد الله بن محمد بن عبد المعين |